# Parque nacional de Danau Sentarum
El parque nacional de Danau Sentarum es un parque nacional de Indonesia. Protege uno de los sistemas lagunares más biodiversos del mundo, ubicada en el corazón de la isla de Borneo, regencia de Kapuas Hulu, provincia de Borneo Occidental. 
Queda en la cuenca tectónica del río Kapuas superior unos 700 kilómetros río arriba del delta. La cuenca es una vasta llanura aluvial, formada por alrededor de 20 lagos de temporada, bosque de várzea y bosque de marisma de turba. Las personas que viven allí lo llaman Lebak lebung (llanura aluvial). El parque nacional se encuentra en la parte occidental de esta cuenca, donde aparecen tres cuartas partes de los lagos de temporada. Aproximadamente la mitad del parque está formada por lagos, donde la otra mitad está formada por bosques de várzea.
Una superficie de 800 km² fue protegida por primera vez como Reserva de Vida Salvaje en 1982, que en 1994 fue ampliada a 1.320 km² (890 km² es bosque pantanoso y 430 km² es tierra árida) cuando se convirtió en un sitio Ramsar. En 1999 fue declarada parque nacional, sin embargo la autoridad de parque nacional sólo se estableció en 2006.
El parque nacional de Danau Sentarum tiene una rica fauna de peces con alrededor de 240 especies documentadas, incluyendo Scleropages formosus y locha payaso. Se han documentado 237 especies de aves incluyendo la cigüeña de Storm y argos real. De las 143 especies de mamíferos 23 son endémicas de Borneo incluyendo el mono narigudo. Hay una población relativamente grande de orangutanes en peligro en la actualidad en el parque. Las 26 especies de reptiles incluyen el gavial malayo y cocodrilo marino.
Los lagos sostienen una amplia industria de pesca tradicional. La parte occidental de la llanura aluvial de Kapuas superior está habitado por casi 20.000 personas, 88% de las cuales son pescadores malayos. Alrededor de 3.000 personas viven en alrededor de 20 enclaves de población dentro del parque. 